# Azure Ray
Le Azure Ray sono un duo musicale statunitense, formatosi ad Athens (Georgia) nel 2001 e formato da Maria Taylor e Orenda Fink.

## Formazione
- Maria Taylor (nata a Birmingham (Alabama) nel 1976) - voce, piano, chitarra, batteria
- Orenda Fink (nata a Birmingham (Alabama) nel 1975) - voce, chitarra

## Discografia

### Album
- 2001 - Azure Ray (Warm Records)
- 2002 - Burn and Shiver (Warm Records)
- 2003 - Hold on Love (Saddle Creek Records)
- 2010 - Drawing Down the Moon (Saddle Creek Records)
- 2021 - Remedy (Flower Moon, 2021)

### EP
- 2002 - Sleep
- 2002 - November
- 2010 - Don't Leave My Mind
- 2011 - Silverlake
- 2012 - As Above So Below
- 2018 - Waves